# اولخوفکا (شهرستان بیژبولیاکسکی، باشقیرستان)
اولخوفکا (انگلیسی: Olkhovka, Bizhbulyaksky District, Republic of Bashkortostan) یک شهرک در شهرستان بیژبولیاکسکی باشقیرستان کشور روسیه است.